# Bokod (Hongarije)
Bokod is een plaats (község) en gemeente in het Hongaarse comitaat Komárom-Esztergom. Bokod telt 2064 inwoners (2015).
Naast het dorp bevindt zich de Oroszlány-elektriciteitscentrale van Vértesi Erőmű Zrt., die van 1961 tot eind 2015 actief was.

## Afbeeldingen

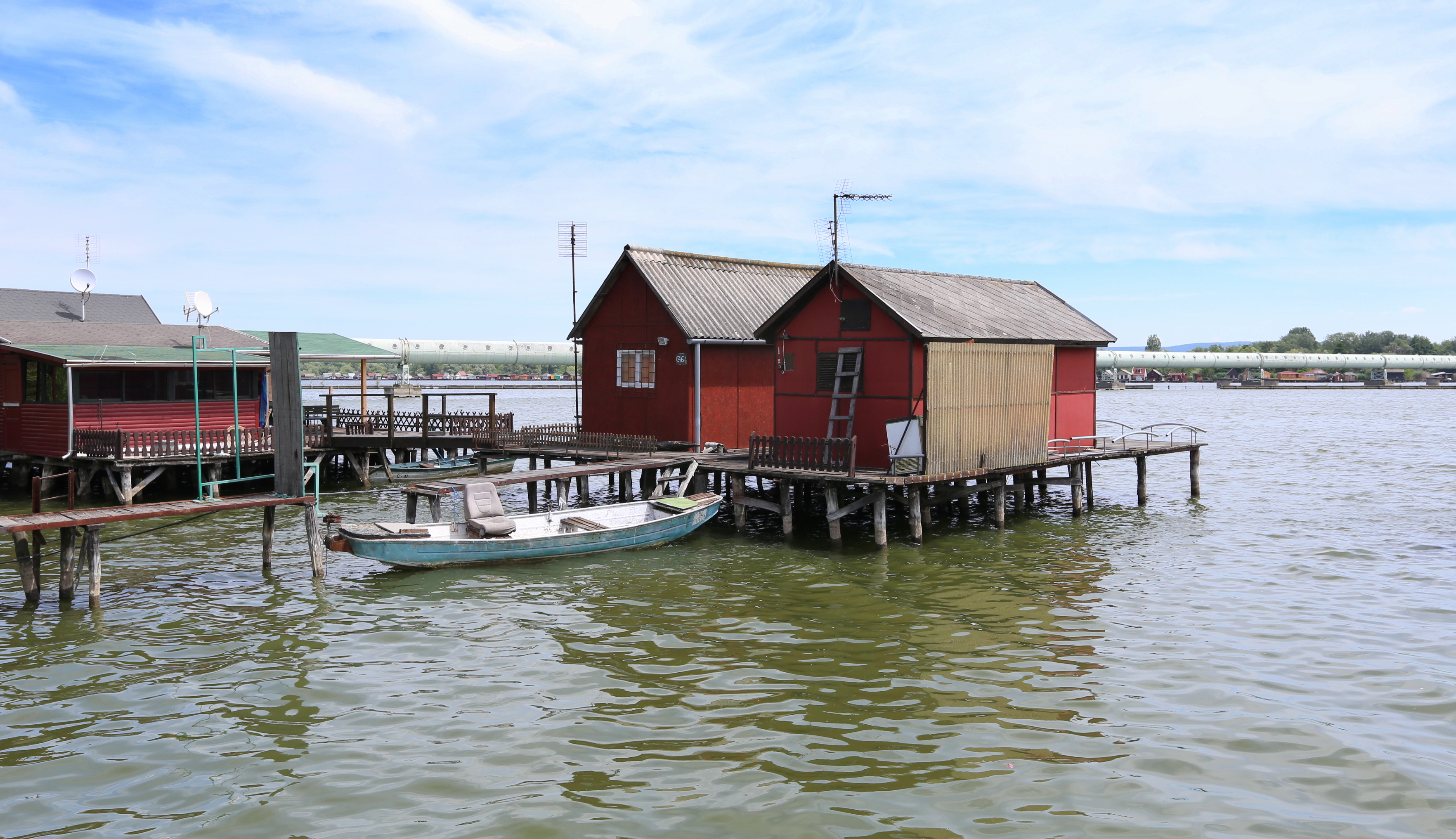
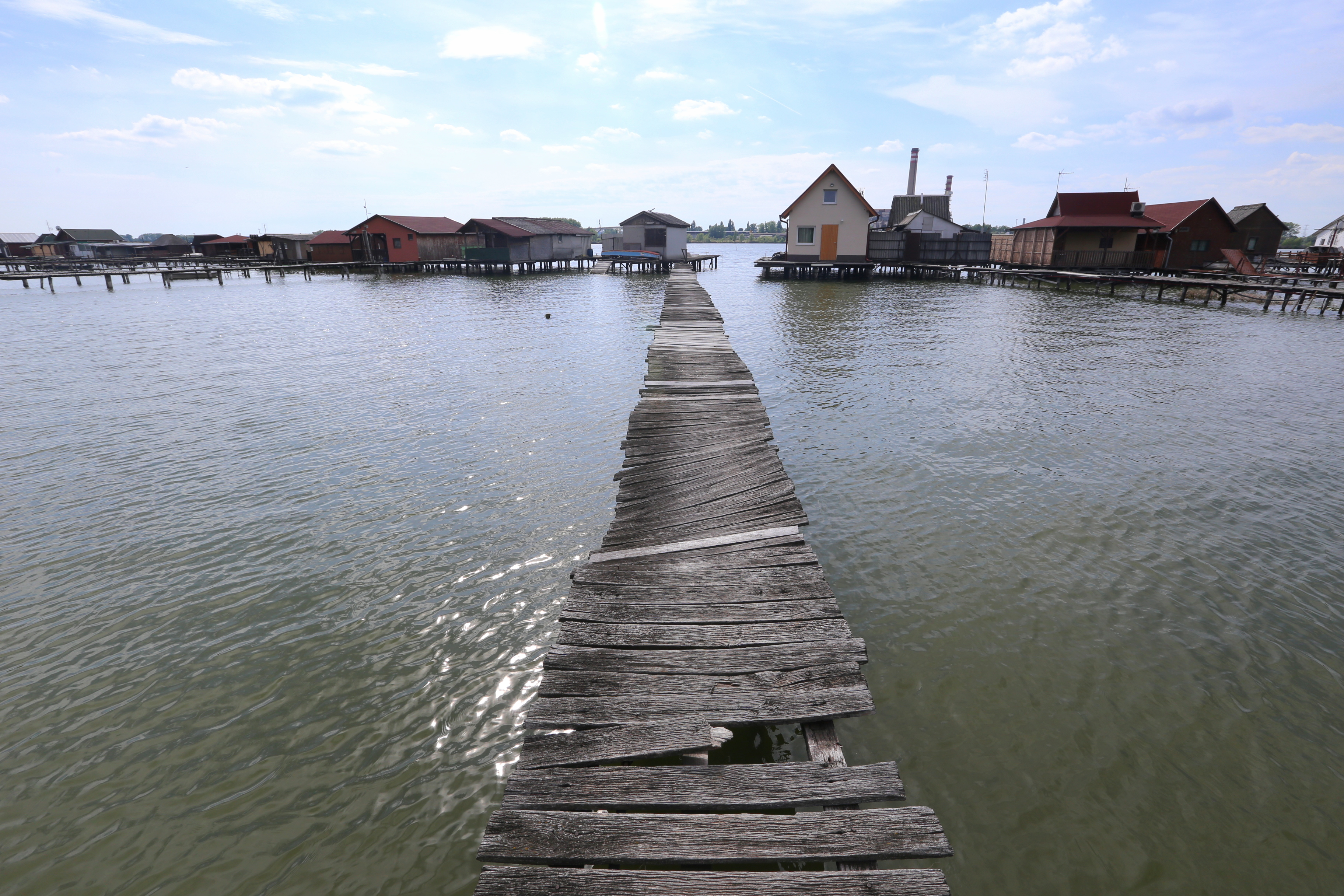
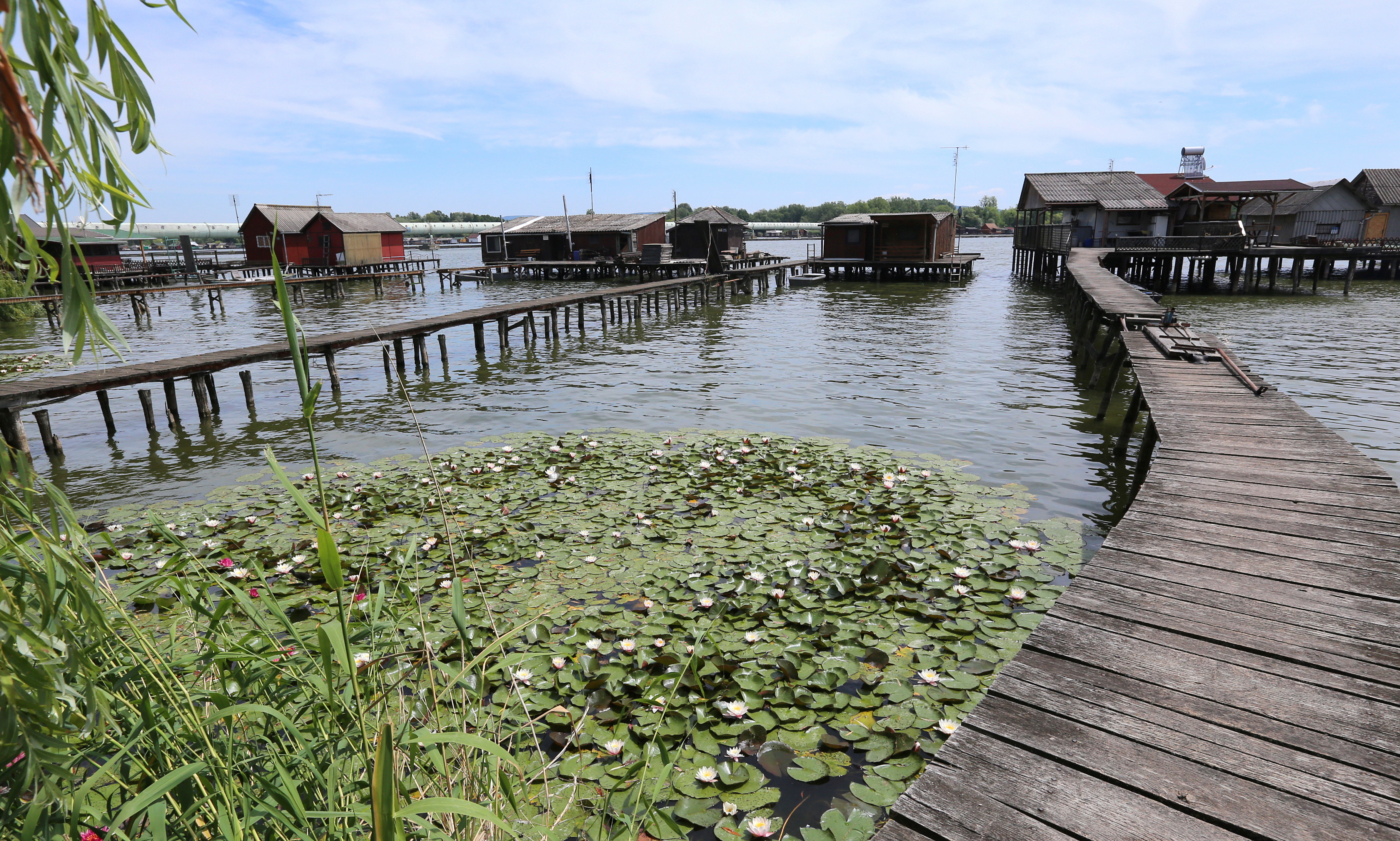
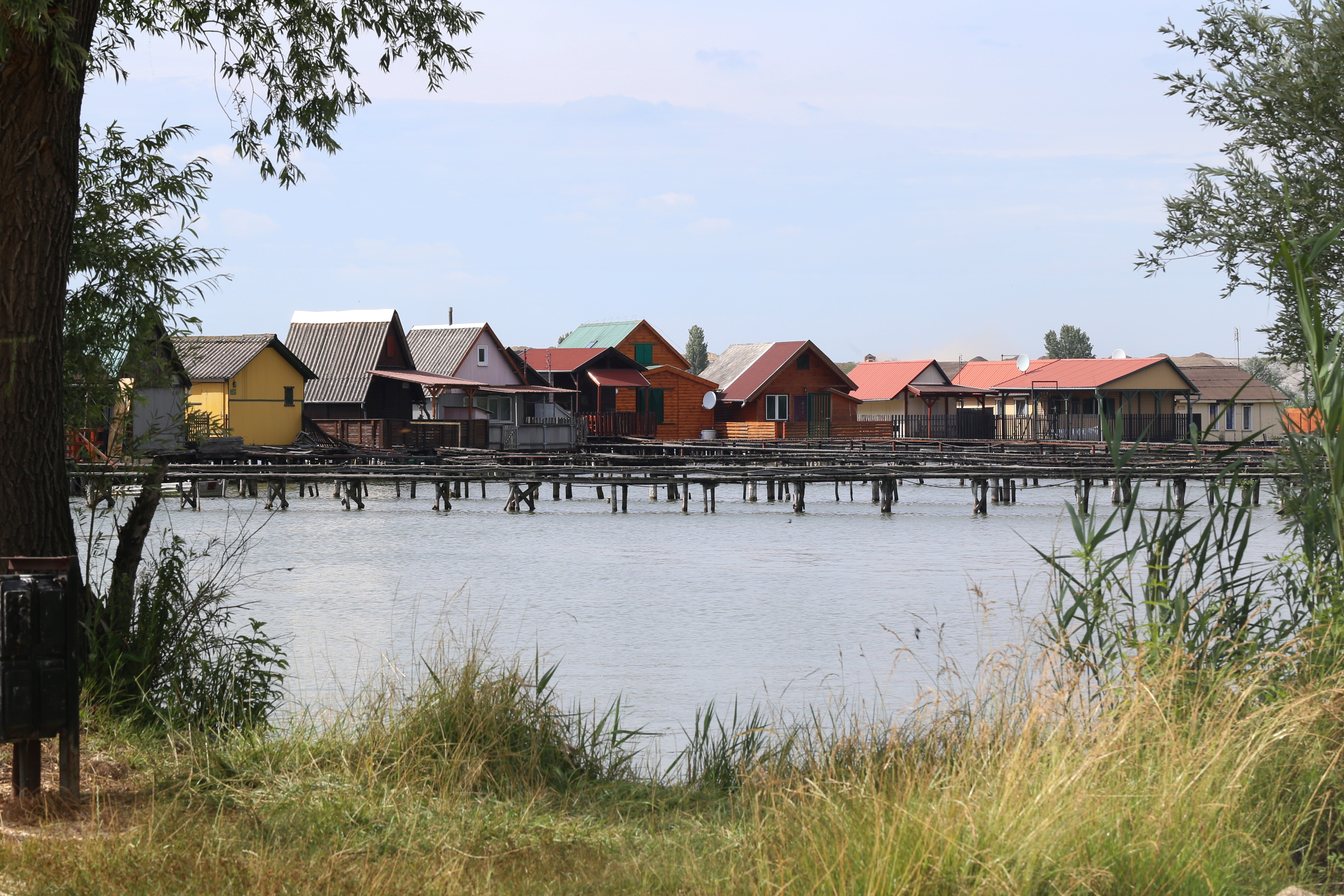
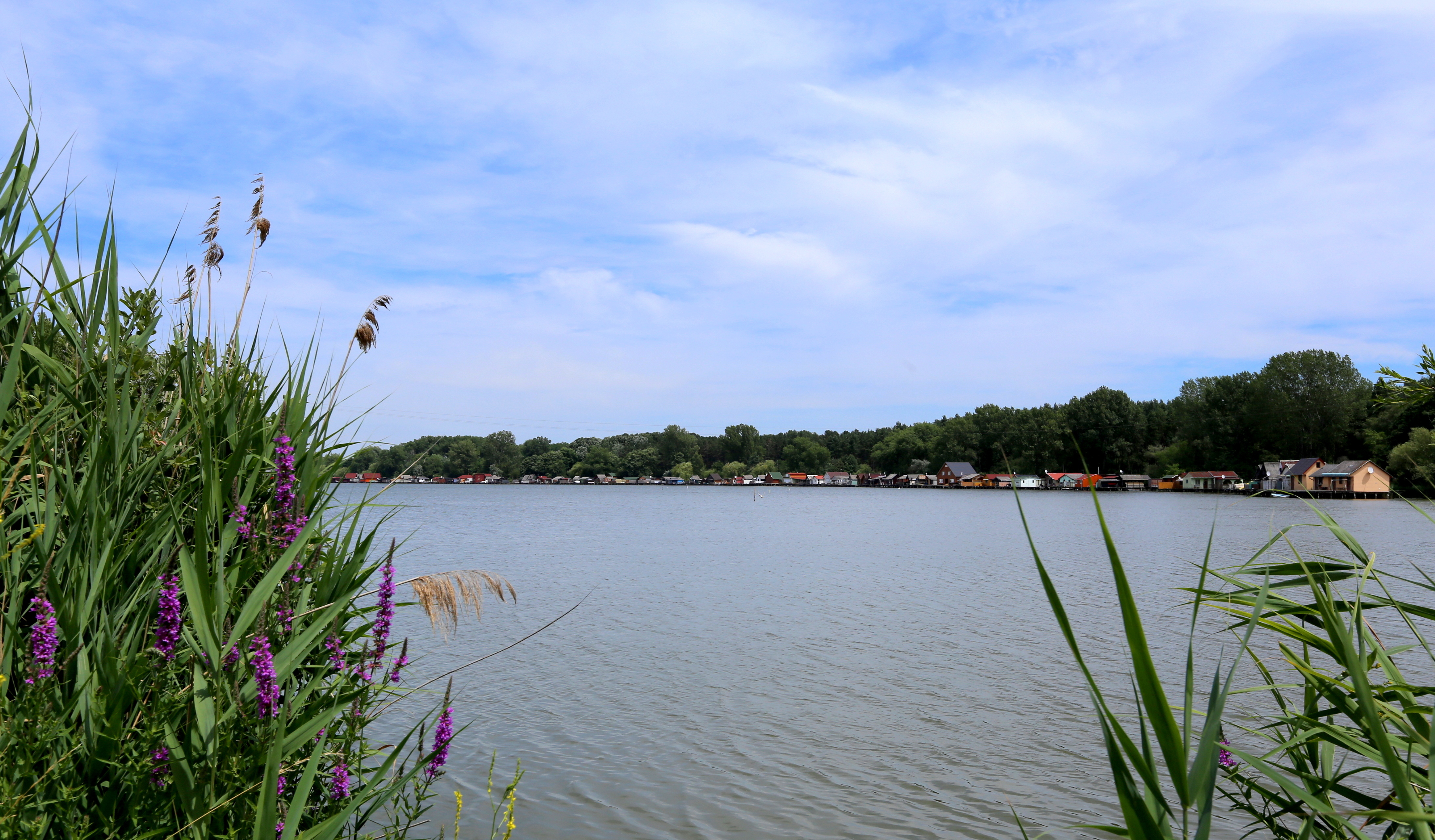
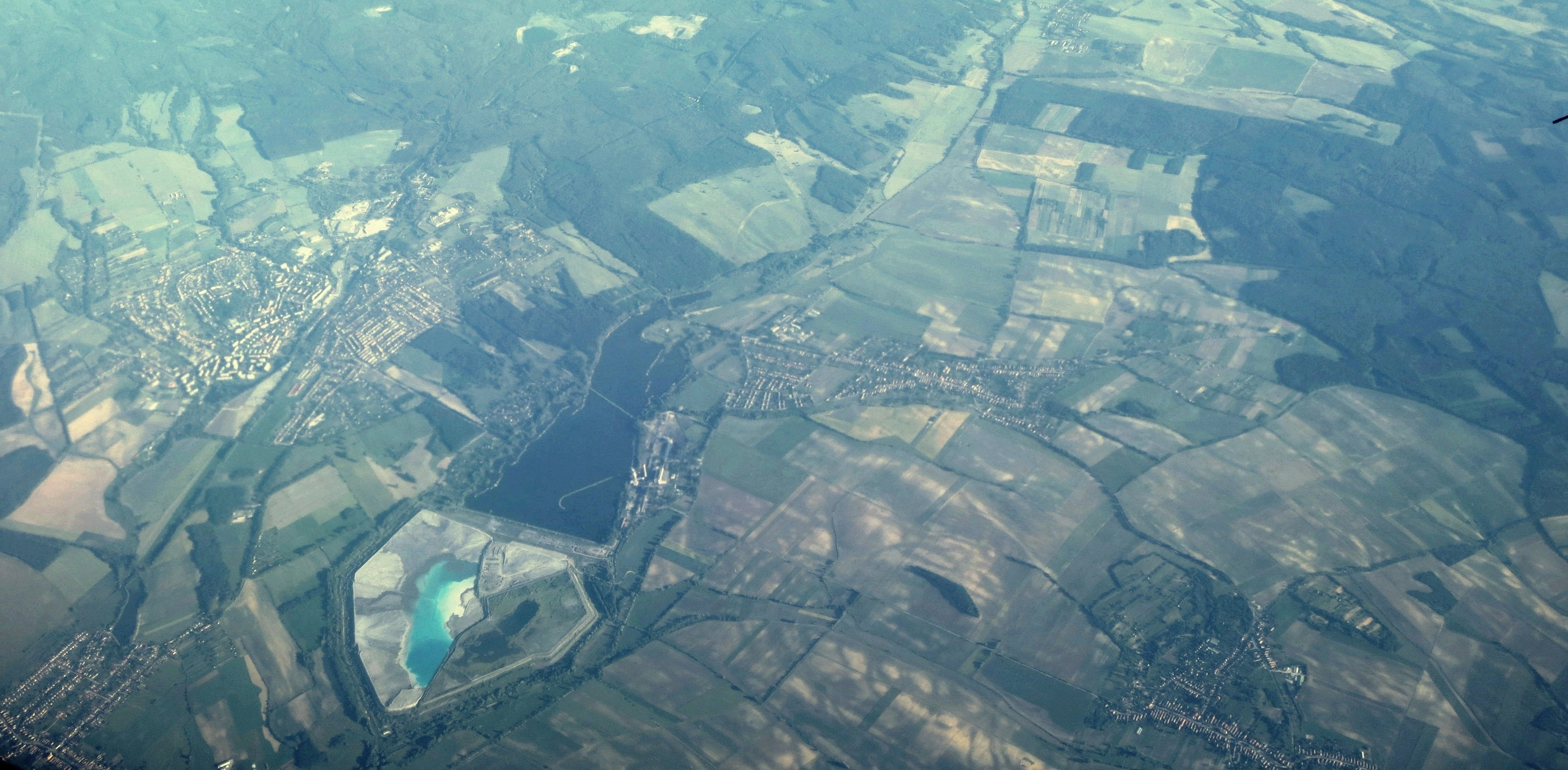

Het drijvende dorp: